# Machakos
Machakos es una ciudad de Kenia, 64 km al sudeste de Nairobi. Es la capital del condado de Machakos y del distrito de Machakos en la Provincia Oriental.
Se trata principalmente de un centro rural y ciudad satélite debido a su proximidad con Nairobi. Su número de habitantes ha crecido rápidamente hasta alcanzar los 144.109 habitantes en 1999. La población que vive aquí es principalmente de etnia Akamba. Machakos está rodeado de colinas con un gran número de granjas familiares.

## Historia
Machakos fue fundada en 1889, diez años antes que Nairobi. Machakos fue el primer centro administrativo del África Oriental Británica, pero la capitalidad fue movida a Nairobi en 1899 desde que el Ferrocarril de Uganda estaba bajo construcción . La ciudad y el distrito fueron nombrados en honor a Masaku, un jefe Akamba.

## Economía y transporte
Destaca el mercado marikiti al aire libre. Frutas, verduras y productos de alimentación como el maíz mbemba, las judías mboso, etc. Los días de mercado son lunes y viernes. Para gente con menos recursos, existe una sección con ropa de segunda mano mutumba en el mercado.
Hay una terminal de bus en Nairobi conocida popularmente como el Aeropuerto de Machakos. Se trata de un lugar muy transitado desde donde parten autobuses hacia Kitui.

## Turismo
Existe un lugar en las colinas cercanas famoso por su "movimiento de agua contra la gravedad", está situado en Kituluni Hill, al este de la localidad.

## Equipamiento educativo
Las escuelas de educación primaria de Machakos incluyen la escuela de St. Mary, Muthini, Township Muslim Primary School y Katoloni. Los institutos en la ciudad son Machakos Girls, Machakos Boys, St. Monica, St. Valentine Rirls, Mumbuni High School, Pope Paul VI Junior Seminary y Katoloni entre otros.
La educación terciaria está empezando con nuevos facultades como la Machakos Teachers Training college, el Machakos Institute of Technology y la Universidad teológica Scott. 
Además es una de las ciudades conocidas por ofrecer equipamiento educativo a personas con discapacidad. Escuelas como la APDK para discapacidad física, escuelas para sordomudos y para ciegos y una unidad especial para personas con alguna discapacidad mental llevan años funcionando aquí.